# Dali (tribu)
Pour les articles homonymes, voir Dali.
Dali est une grande famille issu de la tribu Ouled Daoud. C’est une grande tribu berbère (Chaoui) qui peuple les trois communes suivantes : Sedrata, Zouabi, Bir Bou Houach dans la wilaya de Souk Ahras (à l’est de l’Algérie). On retrouve aussi la famille Dali dans les wilayas de Tizi-Ouzou, de Tlemcen et de béjaïa.